# イルミネーション

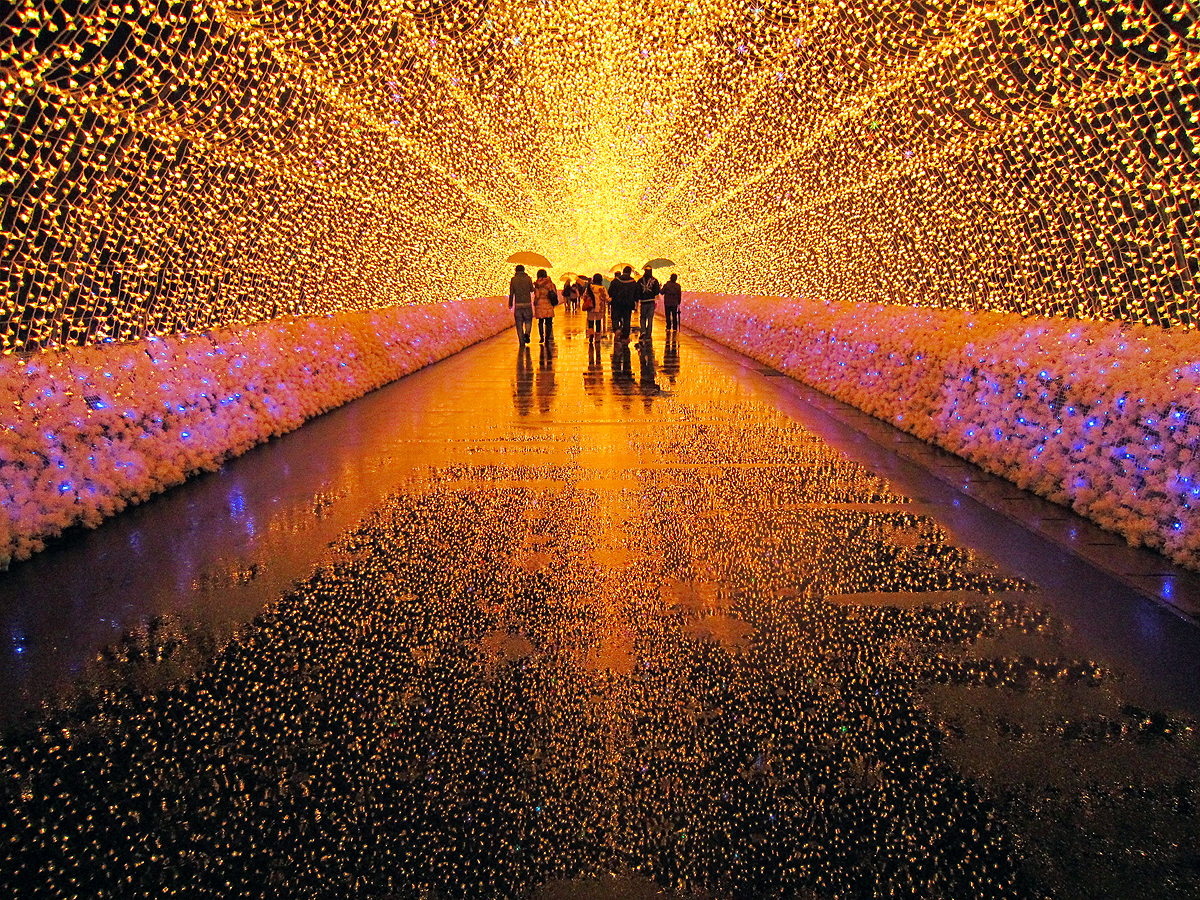
アーチ状に施されたイルミネーション（なばなの里）

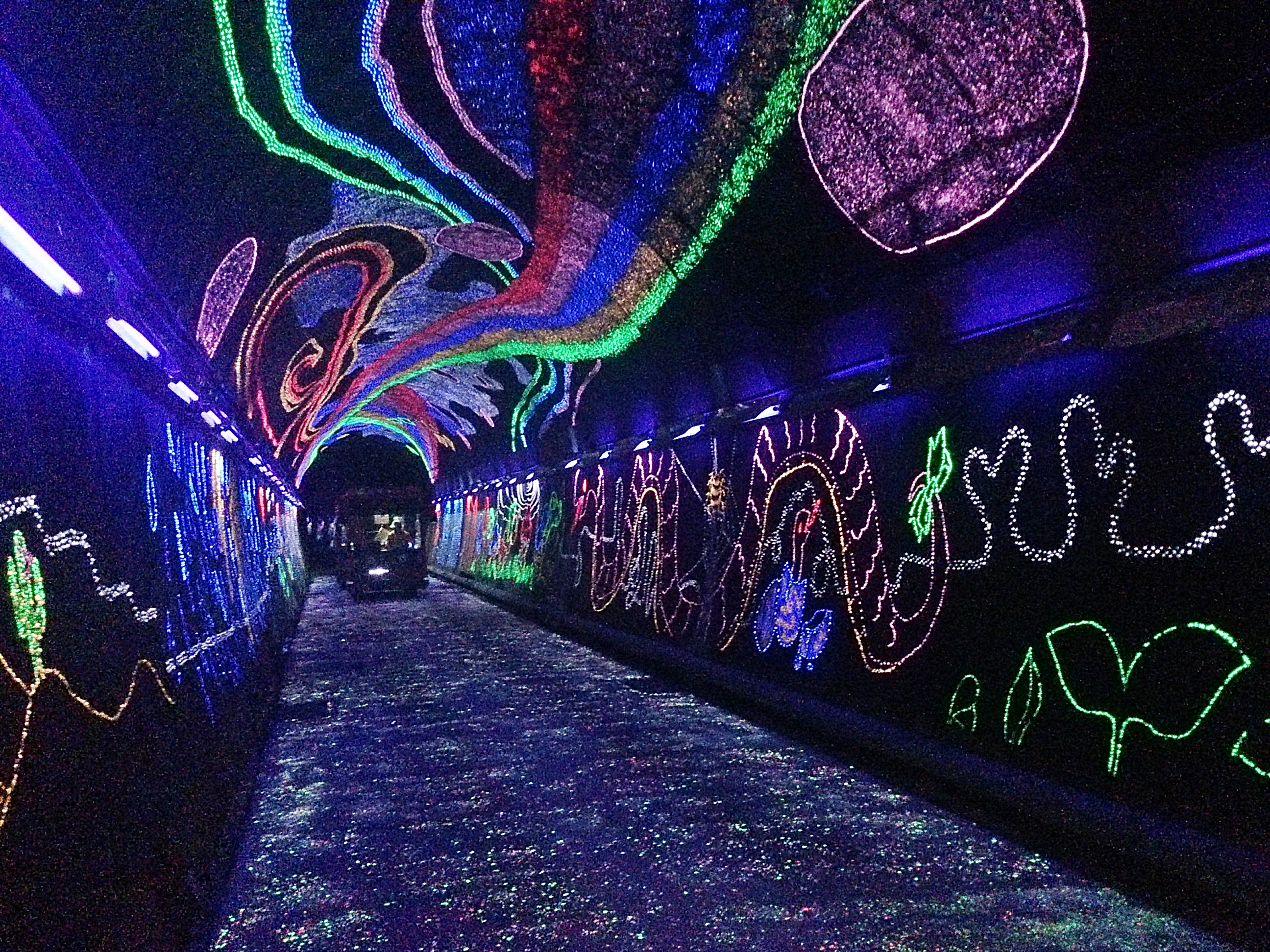
ロードトレイントンネル内壁面に施されたイルミネーション（錦川鉄道「とことこトレイン」）

イルミネーション（英: illumination）とは、電球、発光ダイオード、光ケーブルなどにより淡い光の光源を集め、電飾看板・風景・人物などをかたどり、夜間における風景などを作り出す装飾である。電飾（でんしょく）とも呼ばれる。
英語一般やカタカナ英語でも単なる照明という意味でイルミネーションという用語が使われる場合もある。

## 概要
日本ではクリスマスツリーなどの形で広く見られるほか、観光名所としても大規模に展開されることがある。また、個人の民家においてもクリスマスシーズンに向けて、家の周りをきれいな電飾で飾ることが増えてきた。
光源には豆電球やムギ球が用いられてきたが、球切れが多いこと、消費電力が多いこと、発熱が樹木に悪影響を及ぼすことなどから、コストの点にやや難点があった。
近年、高出力の発光ダイオードが安価になり、耐久性や発熱面、ランニングコストが格段に改善されるようになったことから、発光ダイオードを使用したものが増えている。青色発光ダイオードや白色発光ダイオードの台頭やその圧倒的な表現力により、特に青や白が多用される傾向にある。
イルミネーションが多い都市はイルミネーションシティ（イルミネーション都市）と呼ばれることもある。また、個人の家を電飾で飾って楽しむ人をイルミネーターという。
また、イルミネーションを専門として企画設計する人を、イルミネーションデザイナーと呼ぶ。

## 起源
イルミネーションの起源は16世紀にさかのぼり、宗教改革で知られるドイツのマルティン・ルターが考えたと言われる。彼は夜、森の中で煌く星を見て感動し、木の枝に多くのロウソクを飾ることでその景色を再現しようとした。
日本におけるイルミネーションは、1900年（明治33年）4月30日、神戸沖において行われた観艦式で、夜間、各艦船が発光して海面を照らし、一大偉観を見せたことに始まるとされる。明治時代には、大阪や東京の勧業博覧会でも盛大なイルミネーションが行われた。
日本においては明治時代に舶来品を扱う明治屋が銀座に進出したことが大きい。1905年（明治38年）の新聞には「例年になくイルミネーションが花やか〔ママ〕」との記事が見られる。

## 問題点
星の光の再現から生まれたというイルミネーションではあるが、その光は夜空に輝く本物の星明りを弱めてしまう。加えて、人間や動植物の健康にも悪影響を与える場合もある。このような一連の問題は光害と言われる。
また、過剰なイルミネーションはエネルギーの浪費にも繋がる。近年は発光ダイオードやグリーン電力を使用して「エコ」をアピールする例が増えているが、LEDの普及に伴ってイベントの規模が大きくなったり、個人住宅の庭などにイルミネーションを施す例が多くなった。そのため、使用する電球の個体数そのものとしてはLED普及前と比べてエネルギーの浪費が大きく増加した可能性が高い。エネルギーの浪費が増えることによりヒートアイランド現象や地球温暖化の進行を一層促しているとも言われている。

## イルミネーションデザイン
日本の各所におけるイルミネーションデザインには主に2種類存在する。
- ハウスイルミネーション
- 商業イルミネーション

ハウスイルミネーション（自宅イルミネーション）とは、量販品店やオンラインショップ、ホームセンターなどで取り扱われている市販品のイルミネーションを使用し、各個人の家屋やマンションのベランダなどにコーディネイトを行うこと。既製品のモチーフやチューブライト（ロープライト）を組み合わせて様々な表現を行われるが、オリジナリティを生み出すのは容易ではなく、デザイン性ではなくボリュームや点滅の派手さでコーディネイトが行われることが多い。（後述の商業イルミネーションでも、小規模の箇所においては同様のコーディネイトがされている箇所も随所にある。）
一方、商業イルミネーションは、商空間におけるイルミネーションであり、クリスマス販促の一環として行われることが多い。そのためクリスマスセールの店内POPやキャンペーンなどと合わせて行い施設全体での盛り上げるため大規模なイベントになる施設もある。ライバル施設との差別化を図るため、オリジナルのデザインを取り入れることが多い。ディスプレイの延長でデコレータなどがデザインをすることもあり、その場合の特徴はデコレーションがメインになりアクセントしてイルミネーションが織りまぜられているのが特徴である。その他にも、日本には数少ないイルミネーション専門のデザイナーが存在する。（後述、イルミネーションデザイナー）

### イルミネーションデザイナー
一般的にこう呼ばれ、イルミネーション専門にデザインを行う業種である。
商業イルミネーションにおいては、大掛かりな電気工事や工作物がデザインに組み込まれるため、多岐に渡る高い知識と経験が要される。その施工の流れは建築現場に近いものがあるのも特徴である。そのためイルミネーションデザインという業種においては、第2種電気工事、2級建築程度の知識を有している場合、効率的な空間デザインの企画提案ができるとされる。
イルミネーション自体の周知度は高いのに比べて、イルミネーションの専門デザイナーの存在と必要性の認知が低いのが実情である。
イルミネーションデザイナーの他に、ディレクター側の立ち位置にあたりほぼ同意義ではあるがイルミネーションプロデューサーという業種も存在する。

## 業界団体
日本イルミネーション振興協会（JaIPA）、イルミネーションのメーカー、施工会社、デザイン会社等で構成されるイルミネーションの健全な発展と技術研究や情報提供等を目的とした業界団体。

## イルミネーションサイネージ
イルミネーションとは、主に電飾（光の装飾）を意味する言葉として使われてきた。しかし、近年デジタルサイネージの普及に伴い、情報に目を向ける手段としてイルミネーションを採用する事が増えている。イルミネーションの言葉には、本質に光をあてるという意味も含まれることから、視覚の焦点化の効果を謳うイルミネーションサイネージという電子看板のカテゴリが確立された。
特に空間デザインとして使用する目的と文字情報を適切に伝達する２つの効果を持った機器として注目を集めるようになった。

## イルミネーション都市

### 日本
- 東京(特別区)・新宿区（日本、東京都）
- 大阪市（日本、大阪府）

### 日本国外
- タイムズスクエア（アメリカ合衆国、ニューヨーク）
- ラスベガス（アメリカ合衆国、ネバダ州）
- 香港（中国、香港島）
- シャンゼリゼ通り（フランス、パリ[5]）

## 主な公共のイルミネーション・イベント
主な無料の都市・地域イルミネーション・イベント。

### 日本
| 都道府県 | 都市        | 名称                                           | 開始年                  | 期間                                | 画像 |
| -------- | ----------- | ---------------------------------------------- | ----------------------- | ----------------------------------- | ---- |
| 北海道   | 札幌市      | さっぽろホワイトイルミネーション               | 1981年〜                | 11月中旬 〜2月中旬 会場・時期による |      |
| 宮城県   | 仙台市      | SENDAI光のページェント                         | 1986年〜                | 12月12日 〜31日                     |      |
| 福島県   | 郡山市      | ビッグツリーページェント・フェスタ in KORIYAMA | 2000年〜                | 11月下旬 〜2月14日                  |      |
| 茨城県   | つくば市    | つくば光の森                                   | 2005年〜                | 11月下旬 〜1月上旬                  |      |
| 東京都   | 渋谷区 港区 | 表参道イルミネーション                         | 1991年〜 （中断期あり） | 12月初旬 〜1月初旬                  |      |
| 新潟県   | 新潟市      | NIIGATA光のページェント                        | 1987年〜                | 12月中旬 〜1月中旬                  |      |
| 岐阜県   | 岐阜市      | 長良川イルミネーション                         | 2001年〜                | 12月中旬 〜1月初旬                  |      |
| 大阪府   | 大阪市      | OSAKA光のルネサンス                            | 2003年〜                | 12月中旬 〜下旬                     |      |
| 大阪府   | 大阪市      | 御堂筋イルミネーション                         | 2008年〜                | 12月中旬 〜1月中旬                  |      |
| 兵庫県   | 神戸市      | 神戸ルミナリエ                                 | 1995年〜                | 12月初旬 〜中旬                     |      |
| 兵庫県   | 神戸市      | 神戸ライトメッセージ                           | 2008年〜                | 11月中旬 〜12月25日                 |      |
| 兵庫県   | 洲本市      | 光の街・洲本                                   | 1998年〜                | 11月末 〜1月初旬                    |      |
| 奈良県   | 明日香村    | 飛鳥光の回廊                                   | 2005年〜                | 9月頃                               |      |
| 和歌山県 | 白浜町      | 白砂のプロムナード                             | 2004年〜                | 11月中旬 〜2月末                    |      |
| 広島県   | 広島市      | ひろしまドリミネーション                       | 2002年〜                | 11月中旬 〜1月初旬                  |      |
| 香川県   | 高松市      | 高松冬のまつり                                 | 1987年〜                | 12月初旬 〜下旬                     |      |
| 長崎県   | 佐世保市    | きらきらフェスティバル                         | 1996年〜                | 11月中旬 〜12月下旬                 |      |

2016年は東京都港区で30箇所以上、千代田区で16箇所、渋谷区で15箇所 (渋谷・港両区に跨る表参道は両方の区にカウント)。

### 日本国外
- 光の祭典（仏リヨン）

## ギャラリー

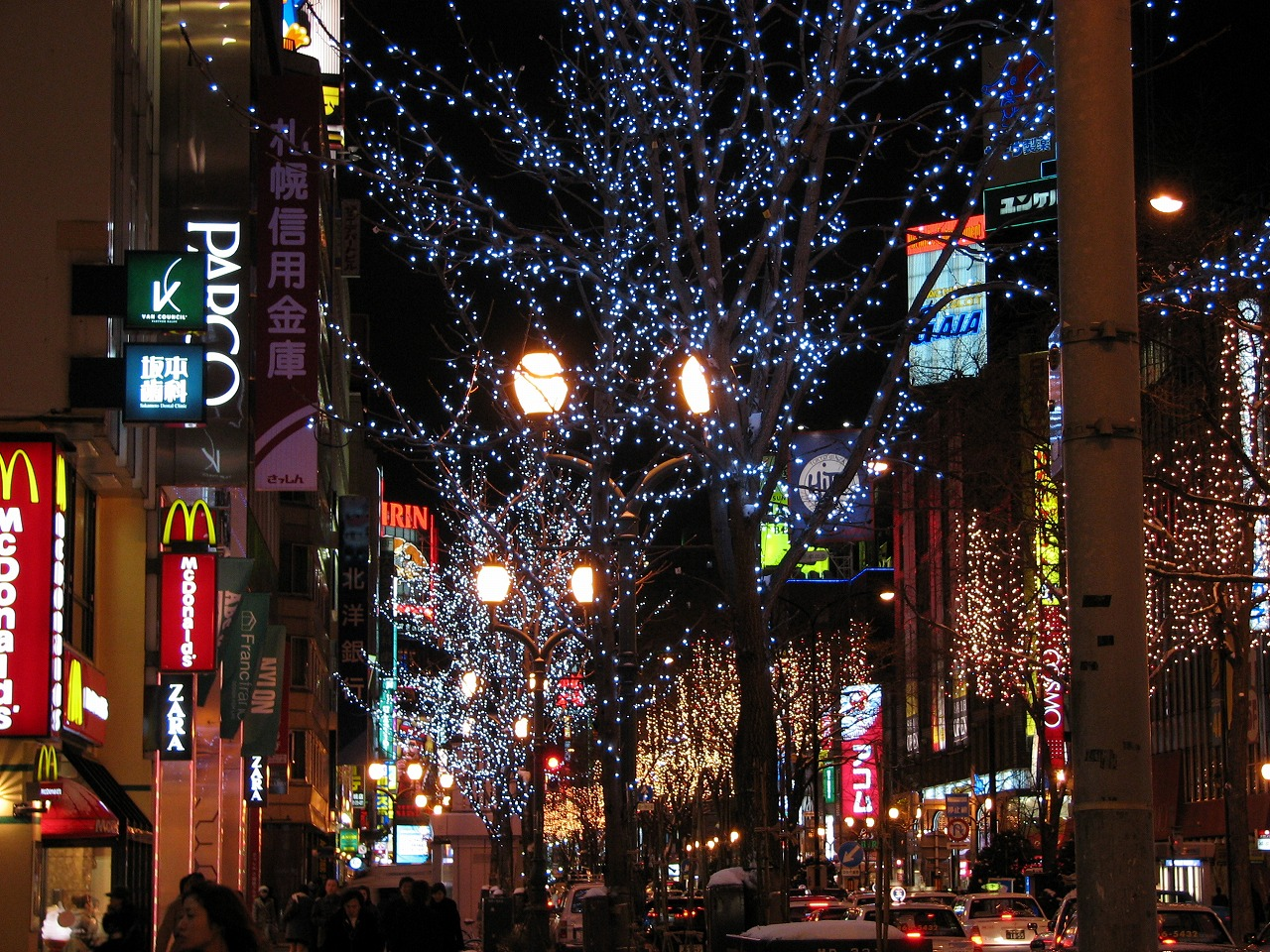
札幌の夜のクリスマスイルミネーション（12月12日）
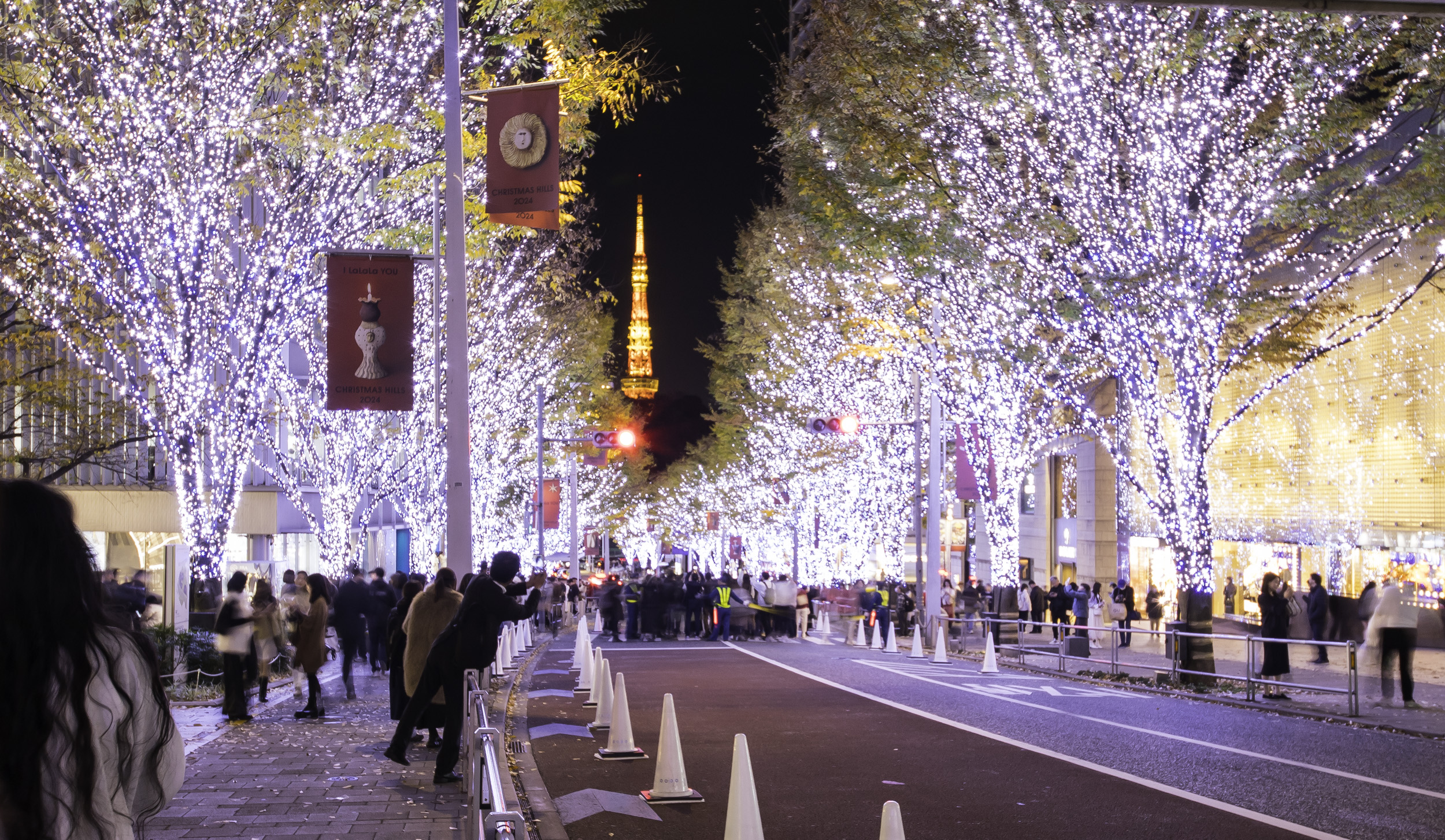
六本木ヒルズ・けやき坂通りのクリスマスイルミネーション
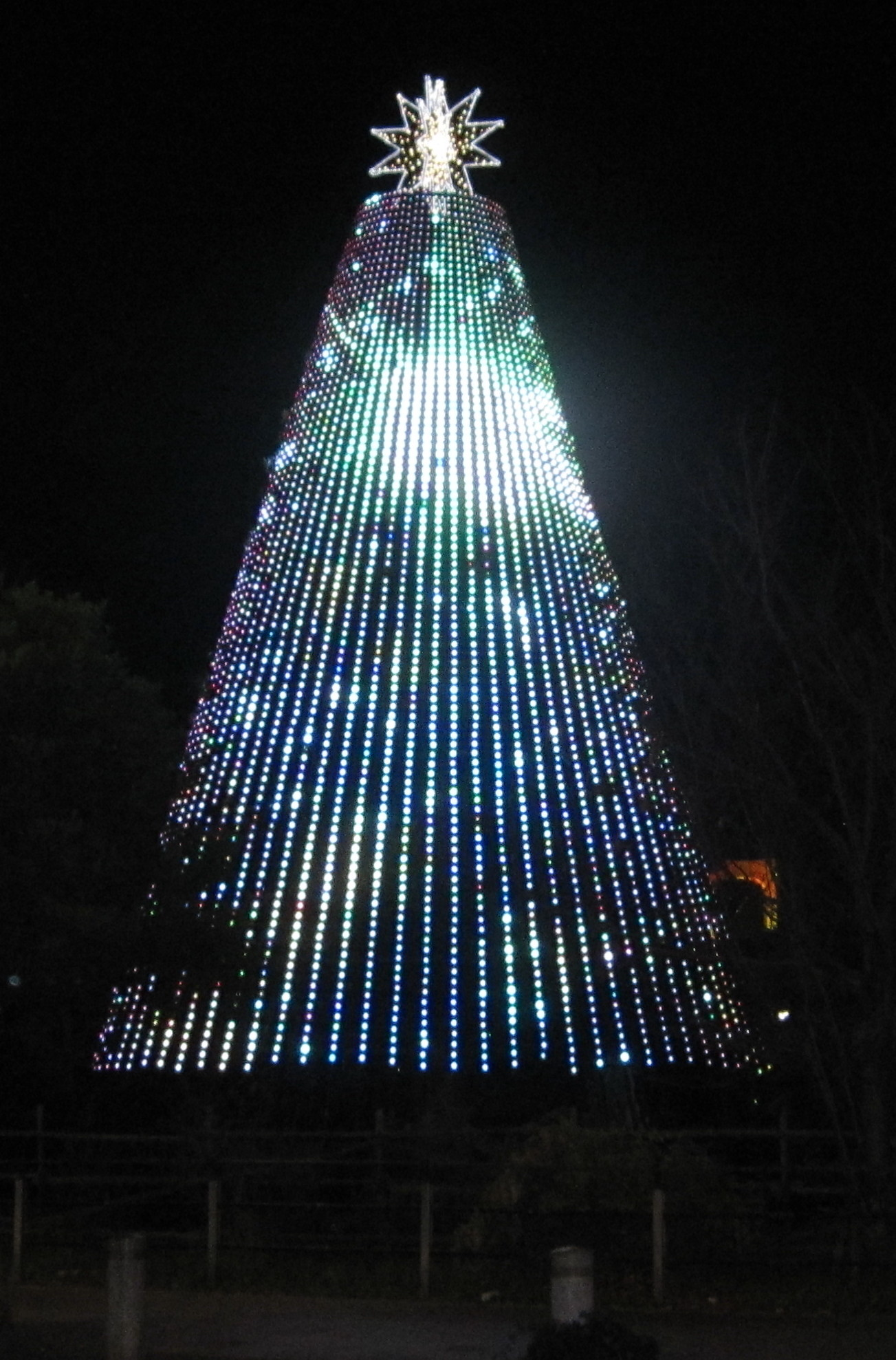
台場メモリアルツリー
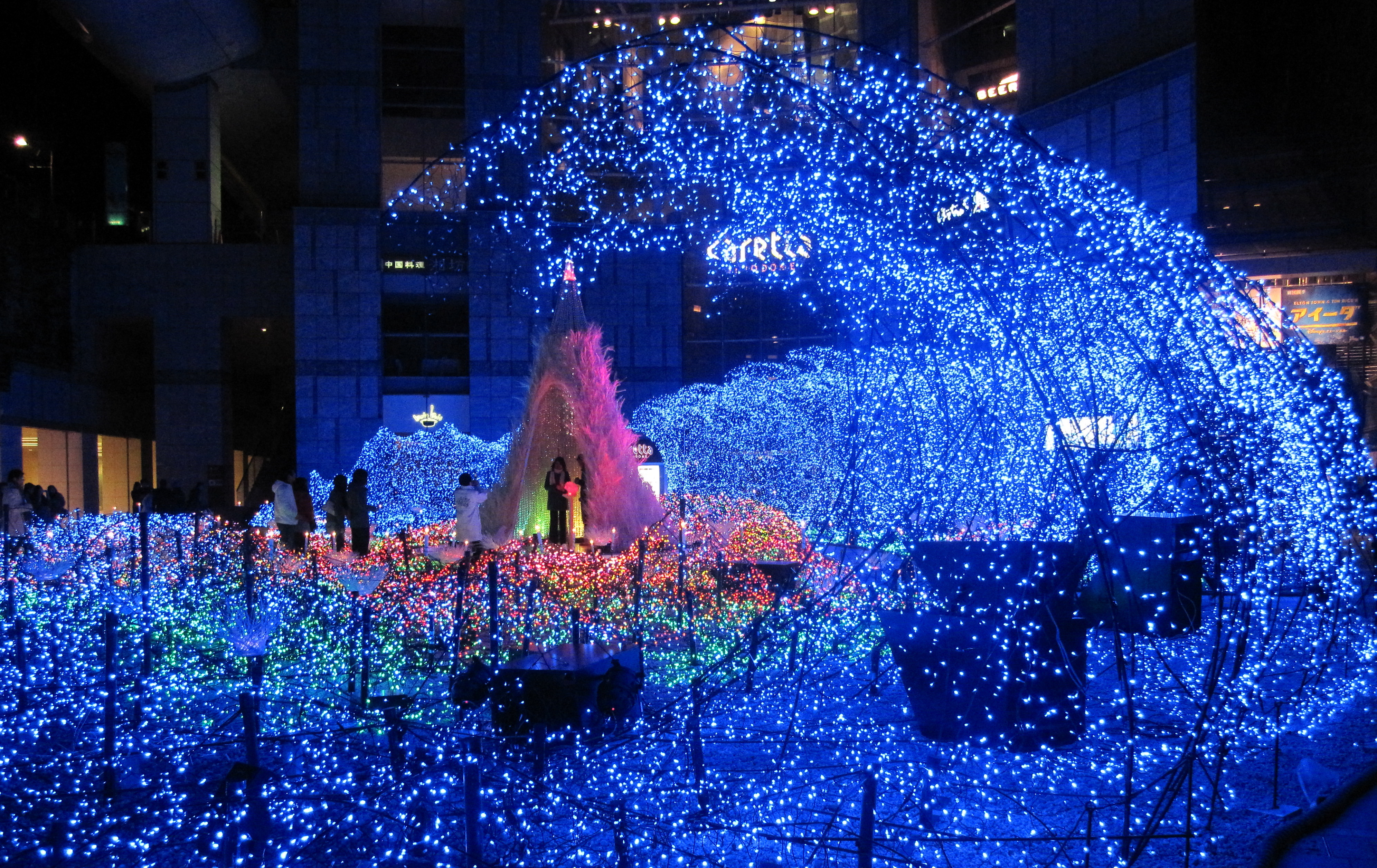
カレッタ汐留のBlue Ocean
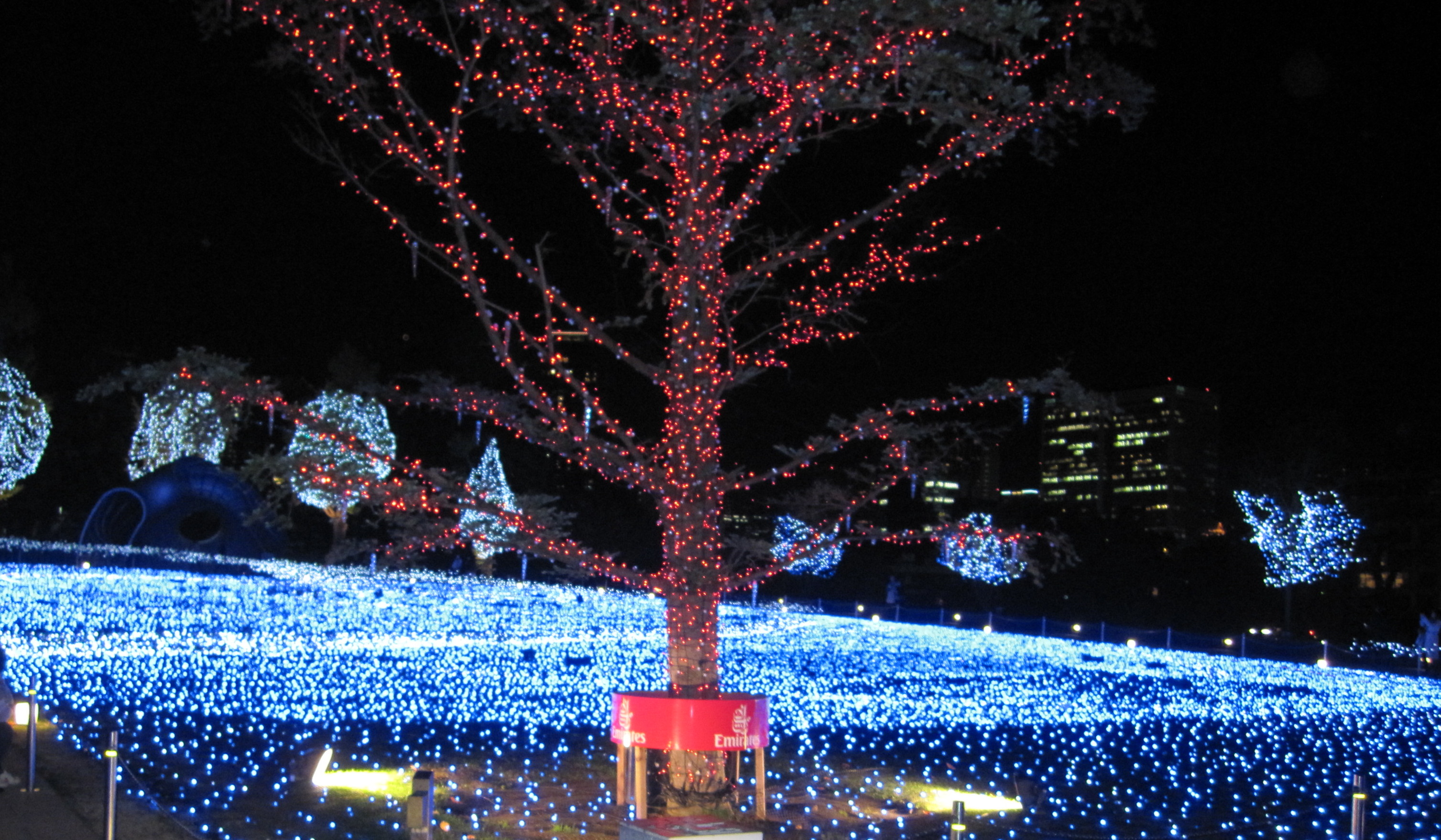
東京ミッドタウン「MIDTOWN CHRISTMAS」
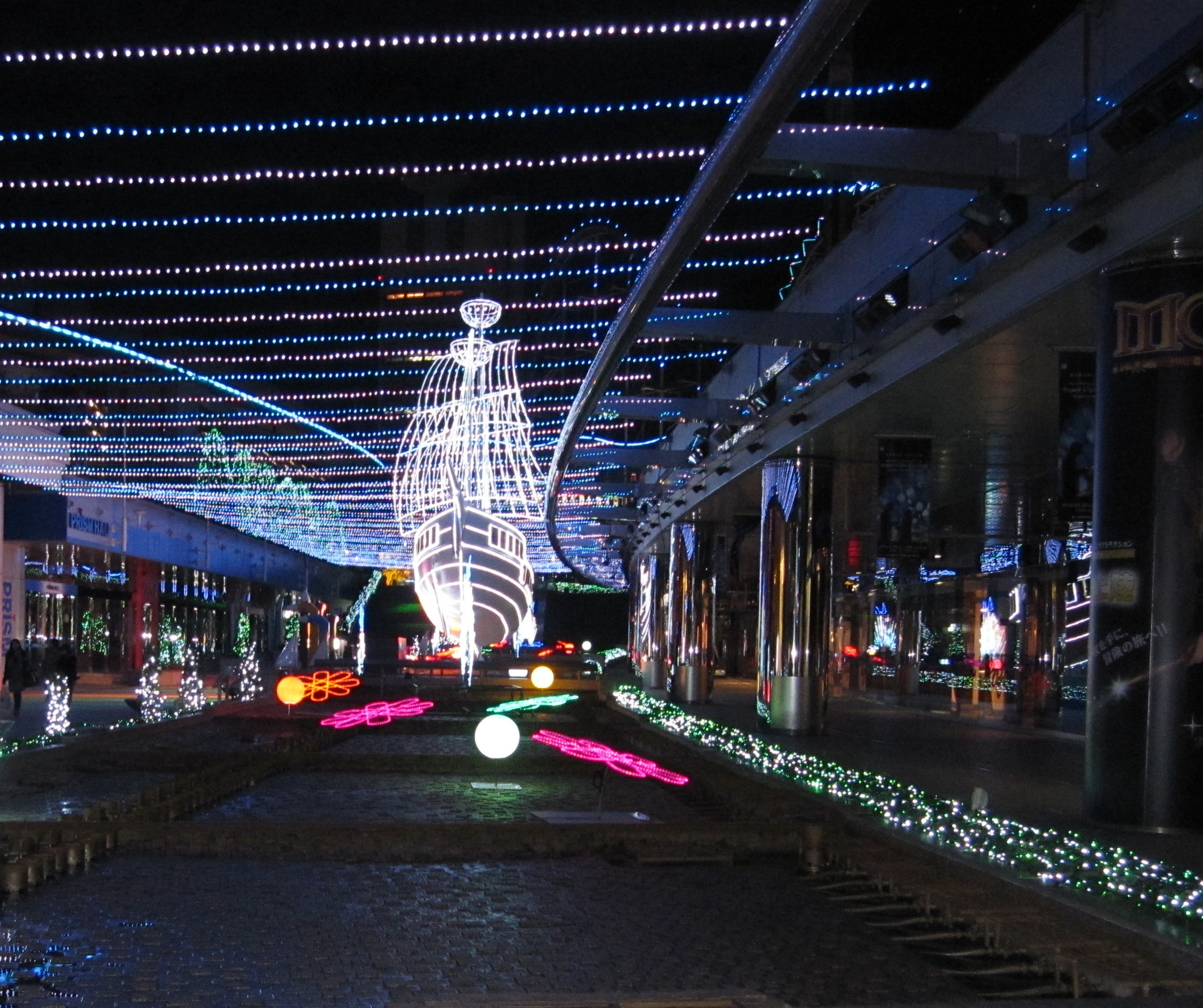
東京ドームシティ「Super Light City」
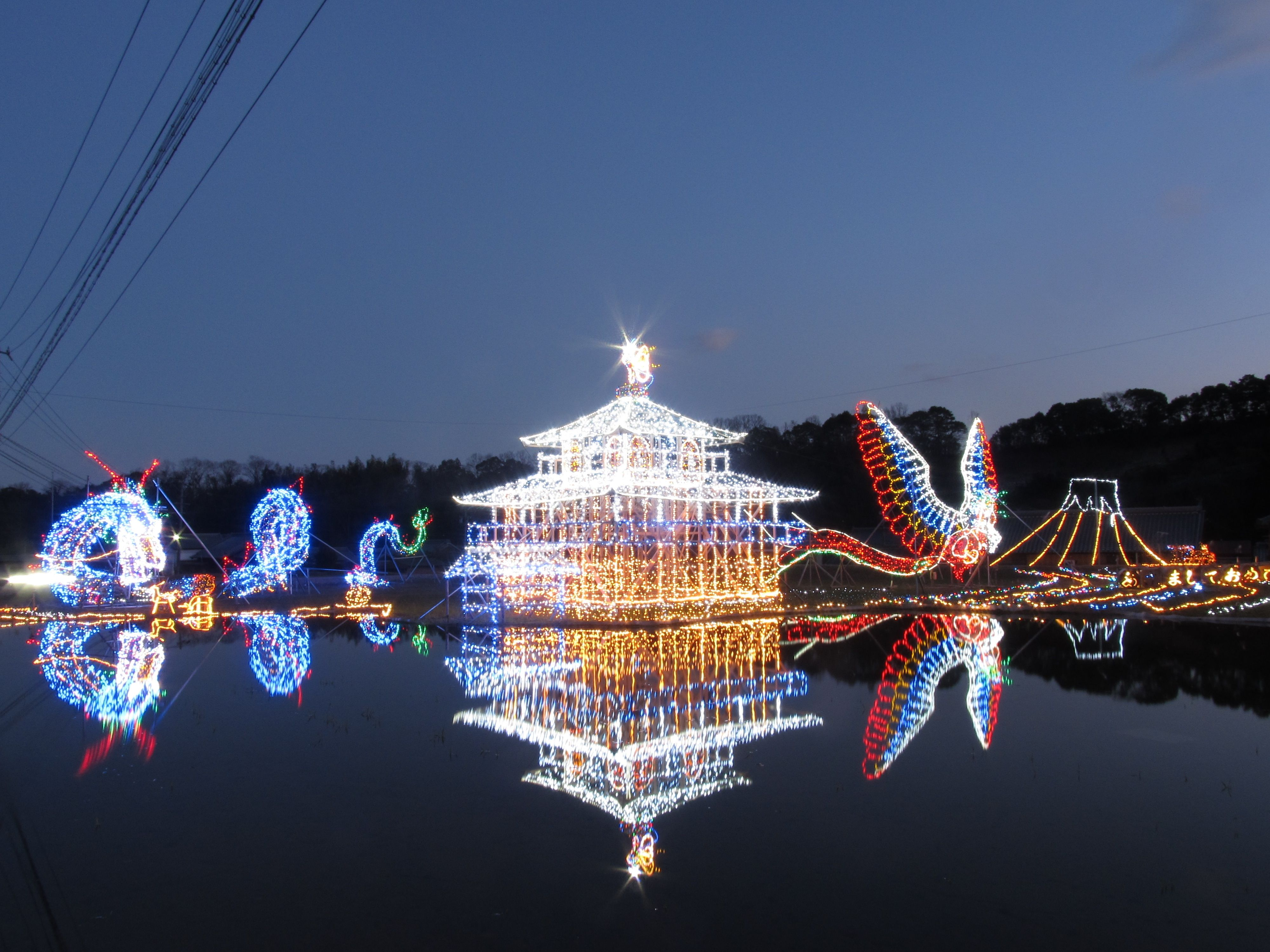
三重県津市美里町南長野のイルミネーション
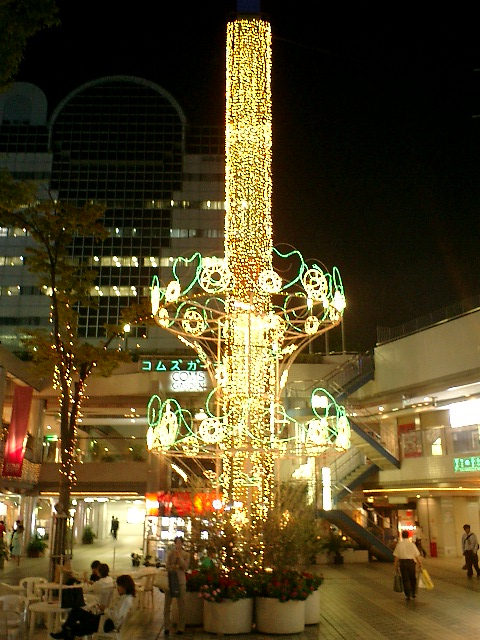
コムズガーデン
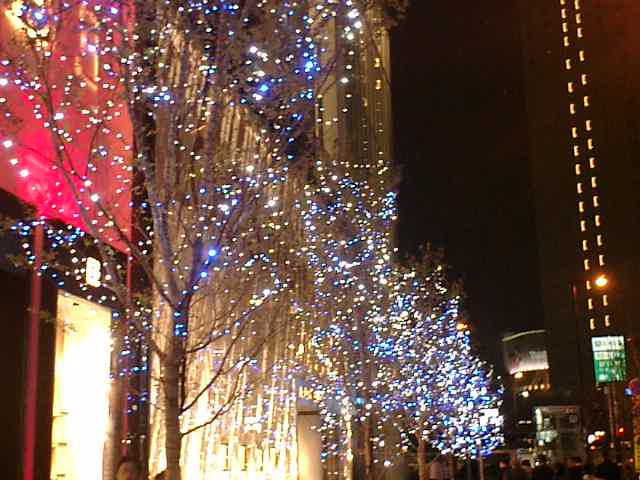
大阪市北区梅田・ハービスエント
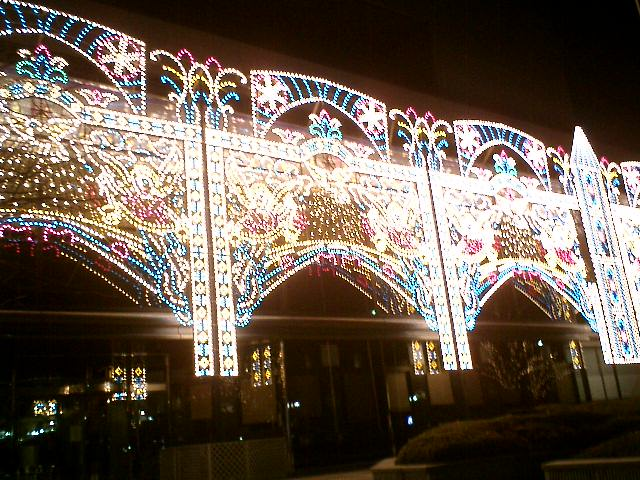
大阪ビジネスパークのイルミネーション
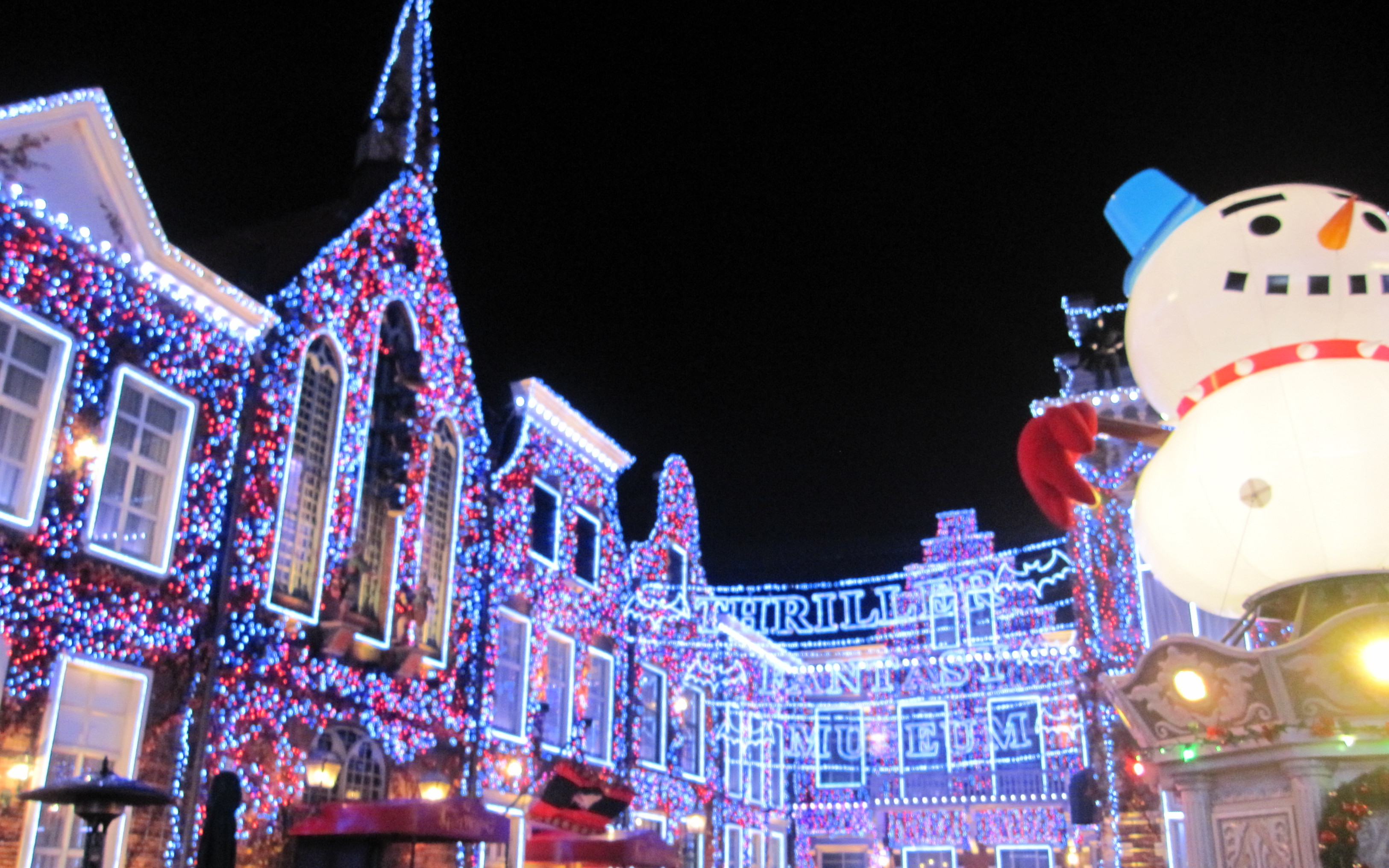
スリラー・ファンタジー・ミュージアムのイルミネーション